# Имшенецкий, Михаил Григорьевич
Михаил Григорьевич Имшенецкий (1828 — после 1886) — юрист и общественный деятель.

## Биография
Происходил из черниговских дворян духовного звания Имшенецких. Отец — Григорий Васильевич Имшенецкий — лекарь Ижевского оружейного завода; младший брат Василий Григорьевич Имшенецкий стал известным математиком.
Когда семья Имшенецких переехала в Казань, отец определил детей в 1-ю Казанскую гимназию, после окончания которой Михаил поступил в Императорский Казанский университет, который окончил в 1851 году.
Преподавал в Саратовской (1851) и 2-й Казанской гимназии (1852—1856); затем был правителем канцелярии попечительства Казанского учебного округа (1856—1858).
В 1859—1861 годах М. Г. Имшенецкий был членом от правительства в Вятском губернском по крестьянским делам присутствии. В 1863 году он — мировой посредник 3-го участка Вятской половины Сарапульского удельного имения и директор Сарапульского тюремного отделения.
Затем он служил в Министерстве путей сообщения «с причислением к оному и прикомандированием к Временному управлению казенных железных дорог для занятий по должности делопроизводителя Канцелярии оного»; жил с семьёй в Санкт-Петербурге, имели имение в селе Ириновка Шлиссельбургского уезда.
Был уволен от службы по домашним обстоятельствам 1 июля 1885 года.
В семье было 10 детей, из них девять — от первой жены Анны Александровны (1831—1874). Дочь Ольга Михайловна (1857—1929) была женой генерала от инфантерии Орлова.